# Danh sách di sản văn hóa Tây Ban Nha được quan tâm ở vùng Murcia
Danh sách di sản văn hóa Tây Ban Nha được quan tâm ở Vùng Murcia.

## Di tích theo đô thị

### A

#### Abanilla
| Tên                           | Dạng                              | Địa điểm | Tọa độ                                        | Số hồ sơ tham khảo? | Ngày nhận danh hiệu? | Hình ảnh     |
| ----------------------------- | --------------------------------- | -------- | --------------------------------------------- | ------------------- | -------------------- | ------------ |
| Lâu đài Abanilla              | Di tích Kiến trúc quân sự Lâu đài | Abanilla | 38°12′25″B 1°02′17″T / 38,206908°B 1,038105°T | RI-51-0009969       | 07-08-1997           | Upload image |
| Lâu đài Santa Ana (Albanilla) | Di tích Kiến trúc quân sự Lâu đài | Abanilla | 38°12′26″B 1°03′11″T / 38,207167°B 1,053015°T | RI-51-0010516       | 28-02-2000           | Upload image |

#### Abarán
| Tên                   | Dạng    | Địa điểm             | Tọa độ                                        | Số hồ sơ tham khảo? | Ngày nhận danh hiệu? | Hình ảnh     |
| --------------------- | ------- | -------------------- | --------------------------------------------- | ------------------- | -------------------- | ------------ |
| Puente Viejo (Abarán) | Di tích | Abarán Carretera B17 | 38°12′01″B 1°24′13″T / 38,200152°B 1,403735°T | RI-51-0011576       | 27-11-2008           | Upload image |
| Hang Moneda           | Di tích | Abarán               |                                               | RI-51-0012265       | 25-06-1985           | Upload image |

#### Águilas
| Tên                      | Dạng    | Địa điểm                | Tọa độ                                        | Số hồ sơ tham khảo? | Ngày nhận danh hiệu? | Hình ảnh                                                     |
| ------------------------ | ------- | ----------------------- | --------------------------------------------- | ------------------- | -------------------- | ------------------------------------------------------------ |
| Embarcadero Hornillo     | Di tích | Águilas                 | 37°24′31″B 1°33′36″T / 37,408738°B 1,560123°T | RI-51-0010117       | 15-12-2000           | Embarcadero de El Hornillo (Águilas) · Upload image          |
| Tháp Cope                | Di tích | Águilas                 | 37°26′13″B 1°29′04″T / 37,436916°B 1,484495°T | RI-51-0007264       | 28-02-1992           | Torre de Cope (Águilas) · Upload image                       |
| Lâu đài Chuecos          | Di tích | Águilas Chuecos         | 37°32′03″B 1°35′43″T / 37,534069°B 1,595333°T | RI-51-0009970       | 07-08-1997           | Upload image                                                 |
| Lâu đài Tébar            | Di tích | Águilas Tébar (Águilas) | 37°30′30″B 1°37′23″T / 37,508347°B 1,623096°T | RI-51-0009971       | 07-08-1997           | Upload image                                                 |
| Lâu đài San Juan Águilas | Di tích | Águilas                 | 37°24′05″B 1°34′48″T / 37,4014°B 1,580132°T   | RI-51-0004761       | 22-12-1982           | Castillo de San Juan de las Águilas (Águilas) · Upload image |

#### Albudeite
| Tên                                         | Dạng    | Địa điểm  | Tọa độ                                        | Số hồ sơ tham khảo? | Ngày nhận danh hiệu? | Hình ảnh     |
| ------------------------------------------- | ------- | --------- | --------------------------------------------- | ------------------- | -------------------- | ------------ |
| Nhà thờ Nuestra Señora Remedios (Albudeite) | Di tích | Albudeite | 38°01′42″B 1°23′08″T / 38,028297°B 1,385675°T | RI-51-0011612       | 11-04-2008           | Upload image |
| Lâu đài Albudeite                           | Di tích | Albudeite | 38°01′39″B 1°23′13″T / 38,027486°B 1,386847°T | RI-51-0009972       | 07-08-1997           | Upload image |

#### Alcantarilla
| Tên                                                    | Dạng    | Địa điểm     | Tọa độ                                        | Số hồ sơ tham khảo? | Ngày nhận danh hiệu? | Hình ảnh                                                            |
| ------------------------------------------------------ | ------- | ------------ | --------------------------------------------- | ------------------- | -------------------- | ------------------------------------------------------------------- |
| Tu viện Mínimos                                        | Di tích | Alcantarilla | 37°58′27″B 1°12′47″T / 37,974278°B 1,212987°T | RI-51-0010543       | 02-09-2005           | Upload image                                                        |
| Nhà Inquisición                                        | Di tích | Alcantarilla | 37°58′09″B 1°12′39″T / 37,969206°B 1,210733°T | RI-51-0004678       | 24-07-1982           | Upload image                                                        |
| Rueda Alcantarilla và Bảo tàng Etnológico Alcantarilla | Di tích | Alcantarilla | 37°58′39″B 1°12′44″T / 37,9775°B 1,212222°T   | RI-51-0004661       | 18-06-1982           | Rueda de la Huerta y Museo Etnológico (Alcantarilla) · Upload image |

#### Aledo
| Tên           | Dạng                           | Địa điểm      | Tọa độ                                                     | Số hồ sơ tham khảo? | Ngày nhận danh hiệu? | Hình ảnh                         |
| ------------- | ------------------------------ | ------------- | ---------------------------------------------------------- | ------------------- | -------------------- | -------------------------------- |
| Lâu đài Aledo | Di tích Kiến trúc quân sự Tháp | Aledo         | 37°47′29″B 1°34′24″T / 37,791497°B 1,573296°T              | RI-51-0000749       | 03-06-1931           | Castillo de Aledo · Upload image |
| Aledo         | Khu phức hợp lịch sử           | Aledo         | 37°47′39″B 1°34′23″T / 37,794207°B 1,57308°T               | RI-53-0000344       | 02-09-1988           | Villa de Aledo · Upload image    |
| Tường Aledo   | Di tích                        | Aledo         | 37°47′29″B 1°34′24″T / 37,791418°B 1,573433°T              | RI-51-0009973       | 07-08-1997           | Upload image                     |
| Tháp Chichar  | Di tích                        | Aledo Chichar | 37°46′18″B 1°38′29″T / 37,771662854261°B 1,6414360395936°T | RI-51-0009974       | 07-08-1997           | Upload image                     |

#### Alguazas
| Tên                                          | Dạng    | Địa điểm | Tọa độ                                        | Số hồ sơ tham khảo? | Ngày nhận danh hiệu? | Hình ảnh                                                                                 |
| -------------------------------------------- | ------- | -------- | --------------------------------------------- | ------------------- | -------------------- | ---------------------------------------------------------------------------------------- |
| Tháp Obispo (Alguazas)                       | Di tích | Alguazas | 38°02′41″B 1°13′38″T / 38,044836°B 1,227104°T | RI-51-0009975-00001 | 25-06-2004           | Delimitación de entorno de protección de la Torre de los Moros (Alguazas) · Upload image |
| Tháp Obispo (Alguazas) Tháp Vieja Tháp Moros | Di tích | Alguazas | 38°02′41″B 1°13′38″T / 38,044836°B 1,227104°T | RI-51-0009975       | 07-08-1997           | Torre del Obispo (Alguazas) · Upload image                                               |
| Nhà thờ Parroquial San Onofre                | Di tích | Alguazas | 38°03′01″B 1°14′28″T / 38,050259°B 1,241242°T | RI-51-0004626       | 02-04-1982           | Iglesia Parroquial de San Onofre · Upload image                                          |

#### Alhama de Múrcia
| Tên                                  | Dạng    | Địa điểm                  | Tọa độ                                        | Số hồ sơ tham khảo? | Ngày nhận danh hiệu? | Hình ảnh                                   |
| ------------------------------------ | ------- | ------------------------- | --------------------------------------------- | ------------------- | -------------------- | ------------------------------------------ |
| Lâu đài Alhama                       | Di tích | Alhama de Murcia          | 37°51′14″B 1°25′27″T / 37,853839°B 1,424072°T | RI-51-0009976       | 07-08-1997           | Castillo de Alhama (Alhama) · Upload image |
| Lâu đài Gañuelas                     | Di tích | Alhama de Murcia Gañuelas |                                               | RI-51-0009977       | 07-08-1997           | Upload image                               |
| Tháp Comarza                         | Di tích | Alhama de Murcia          |                                               | RI-51-0009978       | 07-08-1997           | Upload image                               |
| Pháo đài Cañarico                    | Di tích | Alhama de Murcia          |                                               | RI-51-0009979       | 07-08-1997           | Upload image                               |
| Tháp Lomo                            | Di tích | Alhama de Murcia          |                                               | RI-51-0009980       | 07-08-1997           | Upload image                               |
| Tháp Barracón                        | Di tích | Alhama de Murcia          |                                               | RI-51-0009981       | 07-08-1997           | Upload image                               |
| Nhà thờ Parroquial San Lázaro Obispo | Di tích | Alhama de Murcia          |                                               | RI-51-0011558       | 11-11-2005           | Upload image                               |
| Bảo tàng Baños                       | Di tích | Alhama de Murcia          | 37°51′10″B 1°25′29″T / 37,852672°B 1,424801°T | RI-51-0004909       | 29-06-1983           | Upload image                               |

#### Archena
| Tên                                                      | Dạng        | Địa điểm | Tọa độ | Số hồ sơ tham khảo? | Ngày nhận danh hiệu? | Hình ảnh     |
| -------------------------------------------------------- | ----------- | -------- | ------ | ------------------- | -------------------- | ------------ |
| Lâu đài Cabezo Ciervo                                    | Di tích     | Archena  |        | RI-51-0009982       | 07-08-1997           | Upload image |
| Khu vực Cabezo Tío Pío. Khu dân cư ibérico và necrópolis | Khu khảo cổ | Archena  |        | RI-55-0000868       | 03-02-2006           | Upload image |

### B

#### Beniel
| Tên    | Dạng                  | Địa điểm | Tọa độ                                        | Số hồ sơ tham khảo? | Ngày nhận danh hiệu? | Hình ảnh                        |
| ------ | --------------------- | -------- | --------------------------------------------- | ------------------- | -------------------- | ------------------------------- |
| Beniel | Lịch sử và nghệ thuật | Beniel   | 38°02′47″B 1°00′07″T / 38,046309°B 1,001866°T | RI-53-0000301       | 09-11-1983           | Ciudad de Beniel · Upload image |

#### Bullas
| Tên                                       | Dạng    | Địa điểm | Tọa độ                                        | Số hồ sơ tham khảo? | Ngày nhận danh hiệu? | Hình ảnh     |
| ----------------------------------------- | ------- | -------- | --------------------------------------------- | ------------------- | -------------------- | ------------ |
| Palacete Fuente Higuera                   | Di tích | Bullas   | 38°03′57″B 1°40′27″T / 38,06573°B 1,674031°T  | RI-51-0008692       | 14-02-1996           | Upload image |
| Pháo đài Castellar                        | Di tích | Bullas   |                                               | RI-51-0009984       | 07-08-1997           | Upload image |
| Lâu đài Bullas                            | Di tích | Bullas   |                                               | RI-51-0009985       | 07-08-1997           | Upload image |
| Nhà thờ Parroquial Nuestra Señora Rosario | Di tích | Bullas   | 38°02′58″B 1°40′13″T / 38,049489°B 1,670268°T | RI-51-0004583       | 01-02-1982           | Upload image |

### C

#### Calasparra
| Tên                                               | Dạng        | Địa điểm   | Tọa độ | Số hồ sơ tham khảo? | Ngày nhận danh hiệu? | Hình ảnh                                                            |
| ------------------------------------------------- | ----------- | ---------- | ------ | ------------------- | -------------------- | ------------------------------------------------------------------- |
| Despoblado Islamico Villa Vieja                   | Khu khảo cổ | Calasparra |        | RI-55-0000407       | 24-03-2006           | Upload image                                                        |
| Abrigos Pozo, I, II Y III                         | Di tích     | Calasparra |        | RI-51-0009598       | 25-06-1985           | Upload image                                                        |
| Nhà trú tạm Pozo III                              | Di tích     | Calasparra |        | RI-51-0009598-00001 | 11-02-1997           | Upload image                                                        |
| Abrigos Pozo I Y II                               | Di tích     | Calasparra |        | RI-51-0009598-00002 | 11-02-1997           | Upload image                                                        |
| Lâu đài San Juan (Calasparra)                     | Di tích     | Calasparra |        | RI-51-0009986       | 07-08-1997           | Castillo de San Juan (Calasparra) · Upload image                    |
| Tòa nhà Molinico                                  | Di tích     | Calasparra |        | RI-51-0004779       | 12-01-1983           | Upload image                                                        |
| Nhà thờ Parroquial San Pedro Apóstol (Calasparra) | Di tích     | Calasparra |        | RI-51-0012135       | 11-04-2008           | Iglesia Parroquial de San Pedro Apóstol (Calasparra) · Upload image |

#### Caravaca de la Cruz
| Tên                                                    | Dạng                                   | Địa điểm                                | Tọa độ                                        | Số hồ sơ tham khảo? | Ngày nhận danh hiệu? | Hình ảnh                                                                |
| ------------------------------------------------------ | -------------------------------------- | --------------------------------------- | --------------------------------------------- | ------------------- | -------------------- | ----------------------------------------------------------------------- |
| Quần thể Histórico Artístico Caravaca Cruz             | Khu phức hợp lịch sử                   | Caravaca de la Cruz                     | 38°06′23″B 1°51′48″T / 38,106509°B 1,863246°T | RI-53-0000341       | 12-06-1985           | Conjunto Histórico Artístico de Caravaca de la Cruz · Upload image      |
| Vương cung thánh đường Vera Cruz                       | Di tích Kiến trúc tôn giáo và quân đội | Caravaca de la Cruz                     | 38°06′28″B 1°51′31″T / 38,107661°B 1,858618°T | RI-51-0001151       | 02-03-1944           | Real Alcázar Santuario de la Vera Cruz · Upload image                   |
| Delimitación entorno protección Lâu đài Celda          | Di tích                                | Caravaca de la Cruz                     |                                               | RI-51-0009989-00001 | 27-08-2004           | Upload image                                                            |
| Tháp Girón                                             | Di tích                                | Caravaca de la Cruz                     |                                               | RI-51-0009987       | 07-08-1997           | Upload image                                                            |
| Sitio Histórico Estrecho Hang Encarnación              | Địa điểm lịch sử                       | Caravaca de la Cruz                     |                                               | RI-54-0000057       | 18-03-2004           | Upload image                                                            |
| Martinete Chopea                                       | Di tích                                | Caravaca de la Cruz                     |                                               | RI-51-0010779       | Incoado              | Upload image                                                            |
| Nhà thờ Soledad (Caravaca Cruz)                        | Di tích                                | Caravaca de la Cruz                     |                                               | RI-51-0010161       | 30-05-1997           | Upload image                                                            |
| Tháp Mata                                              | Di tích                                | Caravaca de la Cruz                     |                                               | RI-51-0009988       | 07-08-1997           | Upload image                                                            |
| Lâu đài Poyos Celda                                    | Di tích                                | Caravaca de la Cruz                     |                                               | RI-51-0009989       | 07-08-1997           | Upload image                                                            |
| Tháp Templaríos, Copo và Fuentes Marqués               | Di tích                                | Caravaca de la Cruz Fuentes del Marqués |                                               | RI-51-0009990       | 07-08-1997           | Upload image                                                            |
| Tháp Alcores                                           | Di tích                                | Caravaca de la Cruz Benablón            |                                               | RI-51-0009992       | 07-08-1997           | Upload image                                                            |
| Tháp Jorquera                                          | Di tích                                | Caravaca de la Cruz                     |                                               | RI-51-0009991       | 07-08-1997           | Upload image                                                            |
| Nhà thờ San José (Caravaca Cruz)                       | Di tích                                | Caravaca de la Cruz                     |                                               | RI-51-0011160       | 05-12-2003           | Upload image                                                            |
| Templete Bañadero                                      | Di tích                                | Caravaca de la Cruz                     | 38°06′18″B 1°51′55″T / 38,104964°B 1,865217°T | RI-51-0004809       | 16-02-1983           | Templete del Bañadero (Caravaca del la Cruz) · Upload image             |
| Nhà thờ Parroquial Salvador (Caravaca Cruz)            | Di tích                                | Caravaca de la Cruz                     |                                               | RI-51-0004942       | 28-09-1983           | Upload image                                                            |
| Nhà thờ Parroquial Purísima Concepción (Caravaca Cruz) | Di tích                                | Caravaca de la Cruz                     |                                               | RI-51-0004940       | 21-09-1983           | Upload image                                                            |
| Nhà hoang Santuario Encarnación                        | Di tích                                | Caravaca de la Cruz                     |                                               | RI-51-0004432       | 24-10-1980           | Ermita Santuario de la Encarnación (Caravaca de la Cruz) · Upload image |

#### Cartagena (España)
| Tên                                           | Dạng                                                              | Địa điểm                          | Tọa độ                                        | Số hồ sơ tham khảo? | Ngày nhận danh hiệu? | Hình ảnh                                                        |
| --------------------------------------------- | ----------------------------------------------------------------- | --------------------------------- | --------------------------------------------- | ------------------- | -------------------- | --------------------------------------------------------------- |
| Antiguo Club Regatas                          | Di tích Kiến trúc dân sự Kiểu: Modernismo en Cartagena y La Unión | Cartagena                         | 37°35′50″B 0°59′14″T / 37,59715°B 0,987125°T  | RI-51-0005326       | 02-09-1988           | Antiguo Club de Regatas · Upload image                          |
| Canteras romanas Cartagena                    | Địa điểm lịch sử Khảo cổ học                                      | Cartagena Canteras (Cartagena)    | 37°36′53″B 1°02′39″T / 37,614856°B 1,044172°T | RI-54-0000095       | 09-03-2001           | Canteras romanas de Cartagena · Upload image                    |
| Cartagena (España)                            | Lịch sử và nghệ thuật                                             | Cartagena                         | 37°36′06″B 0°59′02″T / 37,601704°B 0,983902°T | RI-53-0000237       | 12-12-1980           | Ciudad de Cartagena · Upload image                              |
| Faro Cabo Palos                               | Di tích Tháp cilíndrica de sillería                               | Cartagena                         | 37°38′05″B 0°41′25″T / 37,634632°B 0,690272°T | RI-51-0010916       | 02-08-2002           | Faro de Cabo de Palos · Upload image                            |
| Palacio consistorial Cartagena                | Di tích Kiến trúc dân sự Kiểu: Modernismo en Cartagena y La Unión | Cartagena Plaza del Ayuntamiento  | 37°35′56″B 0°59′09″T / 37,598861°B 0,985904°T | RI-51-0005272       | 02-09-1988           | Palacio consistorial de Cartagena · Upload image                |
| Teatro romano Cartagena                       | Di tích Di tích La Mã                                             | Cartagena                         | 37°35′58″B 0°59′03″T / 37,599387°B 0,984054°T | RI-51-0008754       | 21-01-1999           | Teatro romano · Upload image                                    |
| Tháp Ciega                                    | Di tích Kiểu: Kiến trúc La Mã cổ đại                              | Cartagena                         | 37°36′53″B 0°58′13″T / 37,614808°B 0,970342°T | RI-51-0000752       | 03-06-1931           | La Torre Ciega · Upload image                                   |
| Tháp Ciega                                    | Khu khảo cổ Necrópolis                                            | Cartagena                         | 37°36′53″B 0°58′13″T / 37,614808°B 0,970342°T | RI-55-0000073       | 28-11-1963           | Khu khảo cổ de la Torre Ciega · Upload image                    |
| Ruinas và restos Arqueológicos Đồi Concepción | Khu khảo cổ                                                       | Cartagena                         |                                               | RI-55-0000026       | 03-06-1931           | Upload image                                                    |
| Khu dân cư Ibérico Loma Escorial              | Khu khảo cổ                                                       | Cartagena Los Nietos (Cartagena)  |                                               | RI-55-0000119       | 22-04-1999           | Upload image                                                    |
| Escuelas Graduadas Cartagena                  | Di tích                                                           | Cartagena                         |                                               | RI-51-0011215       | 21-05-2004           | Escuelas Graduadas · Upload image                               |
| Tháp Santa Elena                              | Di tích                                                           | Cartagena La Azohía               |                                               | RI-51-0012255       | 25-06-1985           | Torre de Santa Elena · Upload image                             |
| Tháp Negro (Cartagena)                        | Di tích                                                           | Cartagena El Algar                |                                               | RI-51-0012256       | 25-06-1985           | Upload image                                                    |
| Tường Carlos I hay Deán                       | Di tích                                                           | Cartagena                         |                                               | RI-51-0010010       | 07-08-1997           | Upload image                                                    |
| Batería San Isidoro và Santa Florentina       | Di tích                                                           | Cartagena                         |                                               | RI-51-0010011       | 07-08-1997           | Upload image                                                    |
| Tháp Rubia                                    | Di tích                                                           | Cartagena Molinos Marfagones      |                                               | RI-51-0010012       | 07-08-1997           | Upload image                                                    |
| Tháp Moro (Cartagena)                         | Di tích                                                           | Cartagena Perín                   |                                               | RI-51-0010013       | 07-08-1997           | Upload image                                                    |
| Batería Roldán                                | Di tích                                                           | Cartagena                         |                                               | RI-51-0010014       | 07-08-1997           | Upload image                                                    |
| Lâu đài Atalaya (Cartagena)                   | Di tích                                                           | Cartagena Barrio de la Concepción |                                               | RI-51-0010015       | 07-08-1997           | Upload image                                                    |
| Lâu đài Galeras                               | Di tích                                                           | Cartagena                         |                                               | RI-51-0010016       | 07-08-1997           | Upload image                                                    |
| Batería Aguilones                             | Di tích                                                           | Cartagena Escombreras             |                                               | RI-51-0010017       | 07-08-1997           | Upload image                                                    |
| Tháp Navidad                                  | Di tích                                                           | Cartagena                         |                                               | RI-51-0010018       | 07-08-1997           | Upload image                                                    |
| Batería C-4, Destacamento Fajardo             | Di tích                                                           | Cartagena                         |                                               | RI-51-0010019       | 07-08-1997           | Upload image                                                    |
| Batería Castillitos                           | Di tích                                                           | Cartagena                         | 37°32′12″B 1°06′47″T / 37,53653°B 1,112989°T  | RI-51-0010020       | 07-08-1997           | Batería de Castillitos · Upload image                           |
| Tháp Llagostera                               | Di tích                                                           | Cartagena El Bohío                |                                               | RI-51-0010544       | 29-04-2005           | Upload image                                                    |
| Tháp Aredo                                    | Di tích                                                           | Cartagena La Puebla, Lentiscar    |                                               | RI-51-0010505       | 13-12-1999           | Upload image                                                    |
| Teatro Apolo (Algar)                          | Di tích                                                           | Cartagena El Algar                |                                               | RI-51-0003806       | 12-03-1998           | Teatro Circo Apolo · Upload image                               |
| Tháp Rame                                     | Di tích                                                           | Cartagena Los Alcazares           |                                               | RI-51-0005328       | 20-01-2006           | Upload image                                                    |
| Gran Hotel Cartagena                          | Di tích                                                           | Cartagena                         |                                               | RI-51-0006915       | 12-12-1980           | Gran Hotel (Cartagena) · Upload image                           |
| Tu viện San Ginés Jara                        | Di tích                                                           | Cartagena San Gines de la Jara    | 37°38′28″B 0°49′22″T / 37,64118°B 0,822805°T  | RI-51-0007263       | 28-02-1992           | Monasterio de San Ginés de la Jara · Upload image               |
| Tường thành Carlos III                        | Di tích                                                           | Cartagena                         |                                               | RI-51-0007325       | 13-01-1993           | Murallas de Carlos III · Upload image                           |
| Hang Higuera (Cartagena)                      | Di tích                                                           | Cartagena                         |                                               | RI-51-0008809       | 25-06-1985           | Upload image                                                    |
| Batería Ade San Leandro                       | Di tích                                                           | Cartagena                         |                                               | RI-51-0009993       | 07-08-1997           | Upload image                                                    |
| Lâu đài Atalaya                               | Di tích                                                           | Cartagena                         |                                               | RI-51-0009994       | 07-08-1997           | Upload image                                                    |
| Batería Atalayón                              | Di tích                                                           | Cartagena                         |                                               | RI-51-0009995       | 07-08-1997           | Upload image                                                    |
| Lâu đài Concepción                            | Di tích                                                           | Cartagena                         |                                               | RI-51-0009996       | 07-08-1997           | Castillo de la Concepción. Torre del Homenaje · Upload image    |
| Tháp Lo Poyo                                  | Di tích                                                           | Cartagena Rincón de San Ginés     |                                               | RI-51-0009997       | 07-08-1997           | Upload image                                                    |
| Batería Santa Ana. Acasamatada                | Di tích                                                           | Cartagena                         |                                               | RI-51-0009998       | 07-08-1997           | Upload image                                                    |
| Batería Parajola                              | Di tích                                                           | Cartagena                         |                                               | RI-51-0009999       | 07-08-1997           | Upload image                                                    |
| Batería Cenizas                               | Di tích                                                           | Cartagena Rincón de Gines         | 37°34′44″B 0°49′21″T / 37,578987°B 0,822377°T | RI-51-0010000       | 07-08-1997           | Upload image                                                    |
| Batería Punta Podadera                        | Di tích                                                           | Cartagena                         |                                               | RI-51-0010001       | 07-08-1997           | Upload image                                                    |
| Batería Conejos                               | Di tích                                                           | Cartagena Escombreras             |                                               | RI-51-0010002       | 07-08-1997           | Upload image                                                    |
| Lâu đài San Julián                            | Di tích                                                           | Cartagena                         |                                               | RI-51-0010003       | 07-08-1997           | Castillo de San Julián · Upload image                           |
| Lâu đài Moros (Cartagena)                     | Di tích                                                           | Cartagena                         |                                               | RI-51-0010004       | 07-08-1997           | Castillo de los Moros · Upload image                            |
| Batería Trincabotijas Baja                    | Di tích                                                           | Cartagena                         |                                               | RI-51-0010005       | 07-08-1997           | Batería de Trincabotijas Baja · Upload image                    |
| Batería Santa Ana. Complementaria             | Di tích                                                           | Cartagena                         |                                               | RI-51-0010006       | 07-08-1997           | Upload image                                                    |
| Batería Jorel                                 | Di tích                                                           | Cartagena Perín                   |                                               | RI-51-0010007       | 07-08-1997           | Upload image                                                    |
| Lâu đài Despeñaperros                         | Di tích                                                           | Cartagena                         |                                               | RI-51-0010008       | 07-08-1997           | Castillo de Despeñaperros · Upload image                        |
| Batería Comandante Royo (Trincabotijas Alta)  | Di tích                                                           | Cartagena                         |                                               | RI-51-0010009       | 07-08-1997           | Batería del Comandante Royo (Trincabotijas Alta) · Upload image |
| Cung điện Aguirre                             | Di tích                                                           | Cartagena                         |                                               | RI-51-0004582       | 01-02-1982           | Palacio de Aguirre · Upload image                               |
| Khu vực Amoladeras                            | Khu khảo cổ                                                       | Cartagena Cabo de Palos           |                                               | RI-55-0000170       | 01-03-2002           | Upload image                                                    |
| Casino Cartagena                              | Di tích                                                           | Cartagena                         | 37°36′01″B 0°59′11″T / 37,600233°B 0,986388°T | RI-51-0011324       | 30-04-2009           | Casino de Cartagena · Upload image                              |
| Villa Calamari                                | Di tích                                                           | Cartagena                         |                                               | ARI-0009152         | 18-05-2012           | Villa Calamari · Upload image                                   |
| Sierra minera Cartagena-Unión                 | Địa điểm lịch sử                                                  | La Unión, Cartagena               |                                               | ARI-54-0000228      | 30-04-2009           | Khu vực lịch sử de la Sierra Minera · Upload image              |
| Baños termales đảo Plana                      | Khu khảo cổ                                                       | Cartagena Isla Plana              |                                               | ARI-55-0000628      | 09-09-2004           | Upload image                                                    |
| Cung điện Molina                              | Di tích                                                           | Cartagena                         |                                               |                     | 27-03-1986           | Upload image                                                    |
| Molinos viento Campo Cartagena                | Di tích                                                           | Cartagena                         |                                               | ARI-51-0005271      | 04-12-1986           | Upload image                                                    |
| Fábrica Fluido Eléctrico Hispania             | Di tích                                                           | Cartagena                         |                                               | ARI-51-0008705      | 05-05-1994           | Upload image                                                    |
| Castillito Los Dolores                        | Di tích                                                           | Cartagena Los Dolores             |                                               | ARI-51-0008705      | 02-10-1988           | Upload image                                                    |
| Nhà hoangs monte Miral                        | Di tích                                                           | Cartagena                         |                                               |                     | 22-10-1981           | Upload image                                                    |

#### Cehegín
| Tên | Dạng                 | Địa điểm | Tọa độ                                        | Số hồ sơ tham khảo? | Ngày nhận danh hiệu? | Hình ảnh |
| --- | -------------------- | -------- | --------------------------------------------- | ------------------- | -------------------- | --- |
| | Khu khảo cổ          | Ceheguín |                                               | RI-55-0000710       | 13-09-2002           | Upload image |
| Nhà thờ Santa María Magdalena (Ceheguín)                                                                | Di tích              | Ceheguín | 38°05′55″B 1°48′02″T / 38,098602°B 1,800514°T | RI-51-0010431       | 02-07-1998           | Iglesia de Santa María Magdalena (Ceheguín) · Upload image                                                                        |
| Nhà thờ Concepción (Ceheguín)                                                                           | Di tích              | Ceheguín | 38°05′48″B 1°47′54″T / 38,096684°B 1,798379°T | RI-51-0004430       | 03-10-1980           | Upload image |
| Quần thể Histórico Artístico Casco Antiguo Ceheguín (Delimitación Entorno Según Real Decreto 24-9-1982) | Khu phức hợp lịch sử | Ceheguín |                                               | RI-53-0000268       | 24-09-1982           | Conjunto Histórico Artístico Casco Antiguo de Ceheguín (Delimitación del Entorno Según Real Decreto del 24-9-1982) · Upload image |
| Nhà hoang Santuario Virgen Peña                                                                         | Di tích              | Ceheguín | 38°07′35″B 1°46′27″T / 38,126413°B 1,774075°T | RI-51-0004555       | 29-12-1981           | Upload image |
| Nhà thờ Soledad (Ceheguín)                                                                              | Di tích              | Ceheguín |                                               | RI-51-0012202       | Incoado              | Upload image |
| Lâu đài Alquipir                                                                                        | Di tích              | Ceheguín |                                               | RI-51-0010021       | 07-08-1997           | Upload image |
| Lâu đài (Ceheguín)                                                                                      | Di tích              | Ceheguín | 38°05′53″B 1°48′02″T / 38,097973°B 1,800498°T | RI-51-0010022       | 07-08-1997           | Upload image |
| Hang Conchas                                                                                            | Di tích              | Ceheguín |                                               | RI-51-0009599       | 11-02-1997           | Upload image |
| Hang Palomas (Peña Rubia)                                                                               | Di tích              | Ceheguín |                                               | RI-51-0009600       | 11-02-1997           | Upload image |
| Hang Humo (Peña Rubia)                                                                                  | Di tích              | Ceheguín |                                               | RI-51-0009601       | 11-02-1997           | Upload image |
| Tu viện San Esteban và Nhà thờ (Ceheguín)                                                               | Di tích              | Ceheguín | 38°05′24″B 1°47′37″T / 38,090062°B 1,793669°T | RI-51-0004234       | 07-06-1976           | Upload image |

#### Cieza
| Tên                                                     | Dạng        | Địa điểm | Tọa độ | Số hồ sơ tham khảo? | Ngày nhận danh hiệu? | Hình ảnh     |
| ------------------------------------------------------- | ----------- | -------- | ------ | ------------------- | -------------------- | ------------ |
| Despoblado Islamico Siyasa                              | Khu khảo cổ | Cieza    |        | RI-55-0000423       | 17-02-2000           | Upload image |
| Khu dân cư Ibero-romano Bolbax                          | Khu khảo cổ | Cieza    |        | RI-55-0000504       | 09-08-1995           | Upload image |
| Nhà trú tạm Higuera                                     | Di tích     | Cieza    |        | RI-51-0012267       | 25-06-1985           | Upload image |
| Hang Paso II                                            | Di tích     | Cieza    |        | RI-51-0012268       | 25-06-1985           | Upload image |
| Hang Escalerillas                                       | Di tích     | Cieza    |        | RI-51-0012269       | 25-06-1985           | Upload image |
| Hang Pilar                                              | Di tích     | Cieza    |        | RI-51-0012270       | 25-06-1985           | Upload image |
| Hang Greco I                                            | Di tích     | Cieza    |        | RI-51-0012271       | 25-06-1985           | Upload image |
| Hang Greco II                                           | Di tích     | Cieza    |        | RI-51-0012272       | 25-06-1985           | Upload image |
| Hang Miedo                                              | Di tích     | Cieza    |        | RI-51-0012273       | 25-06-1985           | Upload image |
| Hang Niño (Cieza)                                       | Di tích     | Cieza    |        | RI-51-0012274       | 25-06-1985           | Upload image |
| Las Enredaderas II                                      | Di tích     | Cieza    |        | RI-51-0012275       | 25-06-1985           | Upload image |
| Las Enredaderas III                                     | Di tích     | Cieza    |        | RI-51-0012276       | 25-06-1985           | Upload image |
| Las Enredaderas IV                                      | Di tích     | Cieza    |        | RI-51-0012277       | 25-06-1985           | Upload image |
| Los cuchillos I                                         | Di tích     | Cieza    |        | RI-51-0012278       |                      | Upload image |
| Pháo đài Ascoy                                          | Di tích     | Cieza    |        | RI-51-0010023       | 07-08-1997           | Upload image |
| Lâu đài Atalaya (Cieza)                                 | Di tích     | Cieza    |        | RI-51-0010024       | 07-08-1997           | Upload image |
| Tu viện Franciscanos Descalzos S. Joaquin và S. Pascual | Di tích     | Cieza    |        | RI-51-0010453       | 20-10-2000           | Upload image |
| Nhà thờ Asunción (Cieza)                                | Di tích     | Cieza    |        | RI-51-0006865       | 20-10-2000           | Upload image |
| Nhà trú tạm Enredaderas                                 | Di tích     | Cieza    |        | RI-51-0009602       | 11-02-1997           | Upload image |
| Nhà trú tạm Paso                                        | Di tích     | Cieza    |        | RI-51-0009603       | 11-02-1997           | Upload image |
| Arco I Y Arco II                                        | Di tích     | Cieza    |        | RI-51-0009604       | 25-06-1985           | Upload image |
| Arco I (Los Losares)                                    | Di tích     | Cieza    |        | RI-51-0009604-00001 | 11-02-1997           | Upload image |
| Arco II (Los Losares)                                   | Di tích     | Cieza    |        | RI-51-0009604-00002 | 11-02-1997           | Upload image |
| Hang San Jorge                                          | Di tích     | Cieza    |        | RI-51-0009605       | 11-02-1997           | Upload image |
| Hang Cabras                                             | Di tích     | Cieza    |        | RI-51-0009606       | 11-02-1997           | Upload image |
| Hang Pucheros                                           | Di tích     | Cieza    |        | RI-51-0009607       | 11-02-1997           | Upload image |
| Cueva Sima Serreta                                      | Di tích     | Cieza    |        | RI-51-0009608       | 11-02-1997           | Upload image |
| Laberinto                                               | Di tích     | Cieza    |        | RI-51-0009609       | 11-02-1997           | Upload image |
| Los Grajos I, II và III                                 | Di tích     | Cieza    |        | RI-51-0009610       | 25-06-1985           | Upload image |
| Los Grajos I                                            | Di tích     | Cieza    |        | RI-51-0009610-00001 | 11-02-1997           | Upload image |
| Los Grajos II                                           | Di tích     | Cieza    |        | RI-51-0009610-00002 | 11-02-1997           | Upload image |
| Los Grajos III                                          | Di tích     | Cieza    |        | RI-51-0009610-00003 | 11-02-1997           | Upload image |
| Los Rumíes                                              | Di tích     | Cieza    |        | RI-51-0009611       | 11-02-1997           | Upload image |

### F

#### Fortuna (Murcia)
| Tên                          | Dạng    | Địa điểm | Tọa độ | Số hồ sơ tham khảo? | Ngày nhận danh hiệu? | Hình ảnh     |
| ---------------------------- | ------- | -------- | ------ | ------------------- | -------------------- | ------------ |
| Castillico Peñas             | Di tích | Fortuna  |        | RI-51-0010025       | 07-08-1997           | Upload image |
| Lâu đài Moros hay Tháp Vieja | Di tích | Fortuna  |        | RI-51-0010026       | 07-08-1997           | Upload image |

### J

#### Jumilla
| Tên                                                                           | Dạng                 | Địa điểm | Tọa độ                                        | Số hồ sơ tham khảo? | Ngày nhận danh hiệu? | Hình ảnh                                                                                              |
| ----------------------------------------------------------------------------- | -------------------- | -------- | --------------------------------------------- | ------------------- | -------------------- | --- |
| Delimitación Trạm Arte Rupestre Morra Moro                                    | Khu khảo cổ          | Jumilla  |                                               | RI-55-0000674       | 25-06-1985           | Upload image                                                                                          |
| Khu vực Ibérico Coimbra Barranco Ancho                                        | Khu khảo cổ          | Jumilla  |                                               | RI-55-0000629       | 13-04-2000           | Upload image                                                                                          |
| Nhà thờ Salvador (Jumilla)                                                    | Di tích              | Jumilla  |                                               | RI-51-0011539       |                      | Upload image                                                                                          |
| Quần thể Histórico Artístico Ciudad Jumilla (Delimitación Entorno 27-11-1981) | Khu phức hợp lịch sử | Jumilla  |                                               | RI-53-0000250       | 27-11-1981           | Conjunto Histórico Artístico la Ciudad de Jumilla (Delimitación de Entorno 27-11-1981) · Upload image |
| Barranco Junco II                                                             | Di tích              | Jumilla  |                                               | RI-51-0012284       | 25-06-1985           | Upload image                                                                                          |
| Collado Hermana                                                               | Di tích              | Jumilla  |                                               | RI-51-0012285       | 25-06-1985           | Upload image                                                                                          |
| Calesica                                                                      | Di tích              | Jumilla  |                                               | RI-51-0012286       | 25-06-1985           | Upload image                                                                                          |
| Nhà trú tạm Hernández                                                         | Di tích              | Jumilla  |                                               | RI-51-0012279       | 25-06-1985           | Upload image                                                                                          |
| Nhà trú tạm Gargantones                                                       | Di tích              | Jumilla  |                                               | RI-51-0012280       | 25-06-1985           | Upload image                                                                                          |
| Nhà trú tạm Monje II                                                          | Di tích              | Jumilla  |                                               | RI-51-0012281       | 25-06-1985           | Upload image                                                                                          |
| Nhà trú tạm Monje III                                                         | Di tích              | Jumilla  |                                               | RI-51-0012282       | 25-06-1985           | Upload image                                                                                          |
| Barranco Junco I                                                              | Di tích              | Jumilla  |                                               | RI-51-0012283       | 25-06-1985           | Upload image                                                                                          |
| Lâu đài (Jumilla)                                                             | Di tích              | Jumilla  | 38°28′46″B 1°20′00″T / 38,479563°B 1,333331°T | RI-51-0010027       | 07-08-1997           | Upload image                                                                                          |
| Căn nhà Calle Rico, 12-12d Y 14                                               | Di tích              | Jumilla  |                                               | RI-51-0010170       | 26-11-1998           | Upload image                                                                                          |
| Nhà trú tạm Arte Rupestre ở Solana Sierra Pedrera                             | Di tích              | Jumilla  |                                               | RI-51-0010448       | 27-01-1999           | Upload image                                                                                          |
| Casòn                                                                         | Di tích              | Jumilla  |                                               | RI-51-0000751       | 03-06-1931           | Upload image                                                                                          |
| Nhà thờ Santiago (Jumilla)                                                    | Di tích              | Jumilla  |                                               | RI-51-0000753       | 03-06-1931           | Upload image                                                                                          |
| Teatro Vico                                                                   | Di tích              | Jumilla  |                                               | RI-51-0009115       | 21-04-1995           | Upload image                                                                                          |
| Nhà trú tạm Buen Aire I và II                                                 | Di tích              | Jumilla  |                                               | RI-51-0009612       | 25-06-1985           | Upload image                                                                                          |
| Nhà trú tạm Buen Aire I                                                       | Di tích              | Jumilla  |                                               | RI-51-0009612-00001 | 11-02-1997           | Upload image                                                                                          |
| Nhà trú tạm Buen Aire II                                                      | Di tích              | Jumilla  |                                               | RI-51-0009612-00002 | 11-02-1997           | Upload image                                                                                          |
| Nhà trú tạm Canto Blanco                                                      | Di tích              | Jumilla  |                                               | RI-51-0009613       | 11-02-1997           | Upload image                                                                                          |
| Hang Peliciego                                                                | Di tích              | Jumilla  |                                               | RI-51-0009614       | 11-02-1997           | Upload image                                                                                          |
| Tháp Rico và su delimitación                                                  | Di tích              | Jumilla  |                                               | RI-51-0004700       | 24-09-1982           | Upload image                                                                                          |

### L

#### La Unión (España)
| Tên                                         | Dạng             | Địa điểm             | Tọa độ | Số hồ sơ tham khảo? | Ngày nhận danh hiệu? | Hình ảnh                              |
| ------------------------------------------- | ---------------- | -------------------- | ------ | ------------------- | -------------------- | ------------------------------------- |
| Khu vực ở lugar conocido por Huerta Paturro | Khu khảo cổ      | La Unión Portmán     |        | RI-55-0000095       | 30-09-1980           | Upload image                          |
| Torreblanca                                 | Di tích          | La Unión Torreblanca |        | RI-51-0010070       | 07-08-1997           | Upload image                          |
| Batería "la Chapa"                          | Di tích          | La Unión Portmán     |        | RI-51-0010071       | 07-08-1997           | Upload image                          |
| Nhà Piñón                                   | Di tích          | La Unión             |        | RI-51-0005034       | 04-12-1987           | Upload image                          |
| Bệnh viện Caridad Portman                   | Di tích          | La Unión             |        | RI-51-0009019       | 23-12-1994           | Upload image                          |
| Mercado público Unión                       | Di tích          | La Unión             |        | RI-51-0004166       | 10-03-1975           | Upload image                          |
| Khu vực lịch sử Sierra Minera Unión         | Địa điểm lịch sử | La Unión, Cartagena  |        | ARI-54-0000228      | 30-04-2009           | Sierra Minera La Unión · Upload image |

#### Librilla
| Tên                           | Dạng    | Địa điểm | Tọa độ | Số hồ sơ tham khảo? | Ngày nhận danh hiệu? | Hình ảnh     |
| ----------------------------- | ------- | -------- | ------ | ------------------- | -------------------- | ------------ |
| Lâu đài Librilla hay Castelar | Di tích | Librilla |        | RI-51-0010028       | 07-08-1997           | Upload image |

#### Lorca
| Tên                                                       | Dạng                 | Địa điểm                               | Tọa độ                                        | Số hồ sơ tham khảo? | Ngày nhận danh hiệu? | Hình ảnh                                             |
| --------------------------------------------------------- | -------------------- | -------------------------------------- | --------------------------------------------- | ------------------- | -------------------- | ---------------------------------------------------- |
| Quần thể lịch sử và nghệ thuật Lorca                      | Khu phức hợp lịch sử | Lorca                                  |                                               | RI-53-0000044       | 05-03-1964           | Conjunto Histórico Artístico de Lorca · Upload image |
| Villa romana Quintilla                                    | Khu khảo cổ          | Lorca                                  |                                               | RI-55-0000589       | 18-03-2004           | Upload image                                         |
| Hang Palica                                               | Di tích              | Lorca                                  |                                               | RI-51-0012288       | 25-06-1985           | Upload image                                         |
| Nhà trú tạm Tío Labrador II                               | Di tích              | Lorca                                  |                                               | RI-51-0012287       | 25-06-1985           | Upload image                                         |
| Tháp Tháp nhỏ (Lorca)                                     | Di tích              | Lorca La Torrecilla                    | 37°38′15″B 1°45′01″T / 37,637414°B 1,750273°T | RI-51-0010029       | 07-08-1997           | Upload image                                         |
| Lâu đài Xiquena                                           | Di tích              | Lorca Fontanares                       | 37°41′18″B 1°59′08″T / 37,688371°B 1,985693°T | RI-51-0010030-00000 | 10-12-2004           | Upload image                                         |
| Lâu đài Xiquena                                           | Di tích              | Lorca Fontanares                       | 37°41′18″B 1°59′08″T / 37,688371°B 1,985693°T | RI-51-0010030-00001 | 10-12-2004           | Upload image                                         |
| Lâu đài Morata                                            | Di tích              | Lorca Morata                           |                                               | RI-51-0010031       | 07-08-1997           | Upload image                                         |
| Lâu đài San Félix                                         | Di tích              | Lorca Felix                            |                                               | RI-51-0010032       | 07-08-1997           | Upload image                                         |
| Delimitación entorno Lâu đài Pastrana hay Ugejar (restos) | Di tích              | Lorca Pastrana                         |                                               | RI-51-0010033       | 03-12-2004           | Upload image                                         |
| Delimitación entorno protección Lâu đài Tirieza           | Di tích              | Lorca Tirieza - La Merced - Fontanares |                                               | RI-51-0010034       | 25-06-1985           | Upload image                                         |
| Tháp Araillo hay Sancho Manuel                            | Di tích              | Lorca                                  |                                               | RI-51-0010035       | 07-08-1997           | Upload image                                         |
| Tháp Molino Consejero                                     | Di tích              | Lorca                                  |                                               | RI-51-0010036       | 07-08-1997           | Upload image                                         |
| Tháp Puntas Calnegre                                      | Di tích              | Lorca Puntas de Calnegre               |                                               | RI-51-0010037       | 07-08-1997           | Upload image                                         |
| Tháp Luchena                                              | Di tích              | Lorca Luchena                          |                                               | RI-51-0010038       | 07-08-1997           | Upload image                                         |
| Lâu đài Puentes                                           | Di tích              | Lorca                                  |                                               | RI-51-0010039       | 07-08-1997           | Upload image                                         |
| Tháp Mena, Obispo hay Hoya                                | Di tích              | Lorca                                  | 37°42′53″B 1°35′42″T / 37,714835°B 1,594863°T | RI-51-0010040       | 07-08-1997           | Upload image                                         |
| Lâu đài Carraclaca                                        | Di tích              | Lorca La Tercia                        |                                               | RI-51-0010041       | 07-08-1997           | Upload image                                         |
| Lâu đài Alquería Beas và - hay Aguaderas                  | Di tích              | Lorca Beas                             |                                               | RI-51-0010042       | 07-08-1997           | Upload image                                         |
| Tháp Obispo hay Sancho Manuel                             | Di tích              | Lorca                                  |                                               | RI-51-0010043       | 07-08-1997           | Upload image                                         |
| Lâu đài Amir hay Ramonete                                 | Di tích              | Lorca Ramonete                         |                                               | RI-51-0010044       | 07-08-1997           | Upload image                                         |
| Tháp Obispo (Lorca)                                       | Di tích              | Lorca Purias                           |                                               | RI-51-0010506       | 10-01-2000           | Upload image                                         |
| Lâu đài Felí (Delimitación)                               | Di tích              | Lorca                                  |                                               | RI-51-0000750       | 03-06-1931           | Upload image                                         |
| Colegiata San Patricio                                    | Di tích              | Lorca                                  | 37°40′37″B 1°42′00″T / 37,67687°B 1,699931°T  | RI-51-0001105       | 27-01-1941           | Colegiata de San Patricio · Upload image             |
| Tòa nhà Comunidad Regantes (Sindicato Riegos)             | Di tích              | Lorca                                  | 37°40′27″B 1°41′57″T / 37,674242°B 1,699126°T | RI-51-0005406       | 12-03-1992           | Upload image                                         |
| Palacio Huerto Ruano                                      | Di tích              | Lorca                                  | 37°40′34″B 1°41′44″T / 37,675991°B 1,695499°T | RI-51-0008654       | 22-10-1993           | Palacio Huerto Ruano · Upload image                  |
| Nhà trú tạm Gavilanes (Lorca) - RI-51-0008807             | Di tích              | Lorca                                  |                                               | RI-51-0008807       |                      | Upload image                                         |
| Nhà trú tạm Esperilla                                     | Di tích              | Lorca                                  |                                               | RI-51-0009615       | 11-02-1997           | Upload image                                         |
| Nhà trú tạm Gavilanes (Lorca) - RI-51-0009616             | Di tích              | Lorca                                  |                                               | RI-51-0009616       | 11-02-1997           | Upload image                                         |
| Nhà trú tạm Mojao (Lorca)                                 | Di tích              | Lorca                                  |                                               | RI-51-0009617       | 11-02-1997           | Upload image                                         |
| Hang Tío Labrador                                         | Di tích              | Lorca                                  |                                               | RI-51-0009618       | 11-02-1997           | Upload image                                         |
| Las Covaticasi và II                                      | Di tích              | Lorca                                  |                                               | RI-51-0009619       | 25-06-1985           | Upload image                                         |
| Las Covaticas I                                           | Di tích              | Lorca                                  |                                               | RI-51-0009619-00001 | 11-02-1997           | Upload image                                         |
| Las Covaticas II                                          | Di tích              | Lorca                                  |                                               | RI-51-0009619-00002 | 11-02-1997           | Upload image                                         |
| Los Paradores (Lorca)                                     | Di tích              | Lorca                                  |                                               | RI-51-0009620       | 11-02-1997           | Upload image                                         |
| Nhà thờ San Francisco (Lorca)                             | Di tích              | Lorca                                  | 37°40′23″B 1°42′00″T / 37,673015°B 1,699989°T | RI-51-0004649       | 28-05-1982           | Iglesia de San Francisco (Lorca) · Upload image      |
| Teatro Guerra                                             | Di tích              | Lorca                                  | 37°40′24″B 1°41′55″T / 37,673342°B 1,698558°T | RI-51-0004623       | 31-03-1982           | Teatro Guerra · Upload image                         |
| Cung điện Guevara                                         | Di tích              | Lorca                                  | 37°40′30″B 1°41′52″T / 37,674951°B 1,697651°T | RI-51-0012340       | 21-11-2008           | Palacio Guevara · Upload image                       |

### M

#### Mazarrón
| Tên                                                      | Dạng             | Địa điểm                    | Tọa độ | Số hồ sơ tham khảo? | Ngày nhận danh hiệu? | Hình ảnh                                            |
| -------------------------------------------------------- | ---------------- | --------------------------- | ------ | ------------------- | -------------------- | --------------------------------------------------- |
| Factoría Romana Salazones                                | Khu khảo cổ      | Mazarrón Puerto de Mazarrón |        | RI-55-0000150       | 12-05-1995           | Upload image                                        |
| Khu vực Khảo cổ Cabezo Plomo                             | Khu khảo cổ      | Mazarrón                    |        | RI-55-0000172       | 24-03-2006           | Upload image                                        |
| Zona Minera San Cristóbal- Los Perules                   | Địa điểm lịch sử | Mazarrón                    |        | RI-54-0000218       |                      | Upload image                                        |
| Delimitación entorno protección Tháp Cantarranas         | Di tích          | Mazarrón                    |        | RI-51-0010046-00001 |                      | Upload image                                        |
| Tháp Caballos (Tháp Bolnuevo)                            | Di tích          | Mazarrón                    |        | RI-51-0012257       | 25-06-1985           | Upload image                                        |
|                                                          | Di tích          | Mazarrón                    |        | RI-51-0012258       | 25-06-1985           | Upload image                                        |
| Tháp Molinete (Mazarrón)                                 | Di tích          | Mazarrón                    |        | RI-51-0012259       | 25-06-1985           | Upload image                                        |
| Lâu đài Majada hay Carlantín                             | Di tích          | Mazarrón La Majada          |        | RI-51-0010045       | 07-08-1997           | Upload image                                        |
| Delimitación Tháp Cantarranas                            | Di tích          | Mazarrón                    |        | RI-51-0010046       | 25-06-1985           | Upload image                                        |
| Delimitación entorno protección Lâu đài Vélez (Mazarrón) | Di tích          | Mazarrón                    |        | RI-51-0010047       | 25-06-1985           | Upload image                                        |
| Ayuntamiento Mazarrón                                    | Di tích          | Mazarrón                    |        | RI-51-0004967       | 26-10-1983           | Edificio del Ayuntamiento (Mazarrón) · Upload image |

#### Molina de Segura
| Tên                                                        | Dạng    | Địa điểm         | Tọa độ | Số hồ sơ tham khảo? | Ngày nhận danh hiệu? | Hình ảnh     |
| ---------------------------------------------------------- | ------- | ---------------- | ------ | ------------------- | -------------------- | ------------ |
| Nhà thờ Parroquial Nuestra Señora Asunción (Molina segura) | Di tích | Molina de Segura |        | RI-51-0004819       | 02-03-1983           | Upload image |
| Lâu đài Molina                                             | Di tích | Molina de Segura |        | RI-51-0010048       | 07-08-1997           | Upload image |

#### Moratalla
| Tên                                                    | Dạng    | Địa điểm         | Tọa độ | Số hồ sơ tham khảo? | Ngày nhận danh hiệu? | Hình ảnh     |
| ------------------------------------------------------ | ------- | ---------------- | ------ | ------------------- | -------------------- | ------------ |
| Delimitación entorno protección Lâu đài Priego         | Di tích | Moratalla Priego |        | RI-51-0010049-00001 | Incoado              | Upload image |
| Delimitación entorno protección Santuario Rogativa     | Di tích | Moratalla        |        | RI-51-0004646-00001 | 25-11-2005           | Upload image |
| Nhà trú tạm Andragulla V                               | Di tích | Moratalla        |        | RI-51-0012289       | 25-06-1985           | Upload image |
| Nhà trú tạm Buitreras II                               | Di tích | Moratalla        |        | RI-51-0012298       | 25-06-1985           | Upload image |
| Nhà trú tạm Molino Bagil, hay Nhà trú tạm Rambla Lucas | Di tích | Moratalla        |        | RI-51-0012305       | 25-06-1985           | Upload image |
| Nhà trú tạm Molino Capel III                           | Di tích | Moratalla        |        | RI-51-0012306       | 25-06-1985           | Upload image |
| Nhà trú tạm Sabinar II                                 | Di tích | Moratalla        |        | RI-51-0012307       | 25-06-1985           | Upload image |
| Nhà trú tạm Molino Arrollo Blanco                      | Di tích | Moratalla        |        | RI-51-0012308       | 25-06-1985           | Upload image |
| Rincón Hang I                                          | Di tích | Moratalla        |        | RI-51-0012315       | 25-06-1985           | Upload image |
| Rincón Hang II                                         | Di tích | Moratalla        |        | RI-51-0012316       | 25-06-1985           | Upload image |
| Rincón Gitano                                          | Di tích | Moratalla        |        | RI-51-0012317       | 25-06-1985           | Upload image |
| Nhà trú tạm Căn nhà Charán I                           | Di tích | Moratalla        |        | RI-51-0012299       | 25-06-1985           | Upload image |
| Baños Somogil                                          | Di tích | Moratalla        |        | RI-51-0012309       | 25-06-1985           | Upload image |
| Cañaica Calar IV                                       | Di tích | Moratalla        |        | RI-51-0012310       | 25-06-1985           | Upload image |
| Cenajo Agua Cernida                                    | Di tích | Moratalla        |        | RI-51-0012311       | 25-06-1985           | Upload image |
| Cueva Negra (Moratalla)                                | Di tích | Moratalla        |        | RI-51-0012313       | 25-06-1985           | Upload image |
| Molata Béjar                                           | Di tích | Moratalla        |        | RI-51-0012314       | 25-06-1985           | Upload image |
| Nhà trú tạm Ciervos Negros I                           | Di tích | Moratalla        |        | RI-51-0012301       | 25-06-1985           | Upload image |
| Nhà trú tạm Ciervos Negros II                          | Di tích | Moratalla        |        | RI-51-0012302       | 25-06-1985           | Upload image |
| Nhà trú tạm Barranco Fuente                            | Di tích | Moratalla        |        | RI-51-0012303       | 25-06-1985           | Upload image |
| Nhà trú tạm Cigarrón                                   | Di tích | Moratalla        |        | RI-51-0012304       | 25-06-1985           | Upload image |
| Nhà trú tạm Benizar 0                                  | Di tích | Moratalla        |        | RI-51-0012290       | 25-06-1985           | Upload image |
| Nhà trú tạm Benizar VI                                 | Di tích | Moratalla        |        | RI-51-0012291       | 25-06-1985           | Upload image |
| Nhà trú tạm Benizar VII                                | Di tích | Moratalla        |        | RI-51-0012292       | 25-06-1985           | Upload image |
| Nhà trú tạm Fuensanta IV                               | Di tích | Moratalla        |        | RI-51-0012293       | 25-06-1985           | Upload image |
| Nhà trú tạm Hondares Abajo                             | Di tích | Moratalla        |        | RI-51-0012294       | 25-06-1985           | Upload image |
| Nhà trú tạm Alubias I                                  | Di tích | Moratalla        |        | RI-51-0012295       | 25-06-1985           | Upload image |
| Nhà trú tạm Alubias II                                 | Di tích | Moratalla        |        | RI-51-0012296       | 25-06-1985           | Upload image |
| Nhà trú tạm Buitreras I                                | Di tích | Moratalla        |        | RI-51-0012297       | 25-06-1985           | Upload image |
| Nhà trú tạm Căn nhà Charán II                          | Di tích | Moratalla        |        | RI-51-0012300       | 25-06-1985           | Upload image |
| Lâu đài Priego (Moratalla)                             | Di tích | Moratalla Priego |        | RI-51-0010049       | 07-08-1997           | Upload image |
| Lâu đài (Castellar)                                    | Di tích | Moratalla        |        | RI-51-0010050       | 07-08-1997           | Upload image |
| Lâu đài Benizar                                        | Di tích | Moratalla        |        | RI-51-0010051       | 22-04-1949           | Upload image |
| Nhà trú tạm Fuente                                     | Di tích | Moratalla        |        | RI-51-0009621       | 11-02-1997           | Upload image |
| Nhà trú tạm Ventana I và II                            | Di tích | Moratalla        |        | RI-51-0009622       | 25-06-1985           | Upload image |
| Nhà trú tạm Ventana I (Calar Santa)                    | Di tích | Moratalla        |        | RI-51-0009622-00001 | 11-02-1997           | Upload image |
| Nhà trú tạm Ventana II                                 | Di tích | Moratalla        |        | RI-51-0009622-00002 | 11-02-1997           | Upload image |
| Nhà trú tạm Zaén I và II                               | Di tích | Moratalla        |        | RI-51-0009623       | 25-06-1986           | Upload image |
| Nhà trú tạm Zaén I                                     | Di tích | Moratalla        |        | RI-51-0009623-00001 | 11-02-1997           | Upload image |
| Nhà trú tạm Zaén II                                    | Di tích | Moratalla        |        | RI-51-0009623-00002 | 11-02-1997           | Upload image |
| Nhà trú tạm Sabinar                                    | Di tích | Moratalla        |        | RI-51-0009624       | 11-02-1997           | Upload image |
| Andragulla I, II, III và IV                            | Di tích | Moratalla        |        | RI-51-0009625       | 25-06-1985           | Upload image |
| Andragulla I                                           | Di tích | Moratalla        |        | RI-51-0009625-00001 | 11-02-1997           | Upload image |
| Andragulla II                                          | Di tích | Moratalla        |        | RI-51-0009625-00002 | 11-02-1997           | Upload image |
| Andragulla III                                         | Di tích | Moratalla        |        | RI-51-0009625-00003 | 11-02-1997           | Upload image |
| Andragulla IV                                          | Di tích | Moratalla        |        | RI-51-0009625-00004 | 11-02-1997           | Upload image |
| Benizar I, II, III, IV và V                            | Di tích | Moratalla        |        | RI-51-0009626       | 25-06-1985           | Upload image |
| Benizar I                                              | Di tích | Moratalla        |        | RI-51-0009626-00001 | 11-02-1997           | Upload image |
| Benizar II                                             | Di tích | Moratalla        |        | RI-51-0009626-00002 | 11-02-1997           | Upload image |
| Benizar III                                            | Di tích | Moratalla        |        | RI-51-0009626-00003 | 11-02-1997           | Upload image |
| Benizar IV                                             | Di tích | Moratalla        |        | RI-51-0009626-00004 | 11-02-1997           | Upload image |
| Benizar V                                              | Di tích | Moratalla        |        | RI-51-0009626-00005 | 11-02-1997           | Upload image |
| Cañaica Calar I, II và III                             | Di tích | Moratalla        |        | RI-51-0009627       | 25-05-1985           | Upload image |
| Cañaica Calar I                                        | Di tích | Moratalla        |        | RI-51-0009627-00001 | 11-02-1997           | Upload image |
| Cañaica Calar II                                       | Di tích | Moratalla        |        | RI-51-0009627-00002 | 11-02-1997           | Upload image |
| Cañaica Calar III                                      | Di tích | Moratalla        |        | RI-51-0009627-00003 | 11-02-1997           | Upload image |
| Hang Cascarones                                        | Di tích | Moratalla        |        | RI-51-0009628       | 11-02-1997           | Upload image |
| Hang Esquilo                                           | Di tích | Moratalla        |        | RI-51-0009629       | 11-02-1997           | Upload image |
| Charán                                                 | Di tích | Moratalla        |        | RI-51-0009630       | 11-02-1997           | Upload image |
| Fuensanta I, II và III                                 | Di tích | Moratalla        |        | RI-51-0009631       | 25-06-1985           | Upload image |
| Fuensanta I                                            | Di tích | Moratalla        |        | RI-51-0009631-00001 | 11-02-1997           | Upload image |
| Fuensanta II (Fuente Buitre)                           | Di tích | Moratalla        |        | RI-51-0009631-00002 | 11-02-1997           | Upload image |
| Fuensanta III                                          | Di tích | Moratalla        |        | RI-51-0009631-00003 | 11-02-1997           | Upload image |
| Fuente Sabuco I và II                                  | Di tích | Moratalla        |        | RI-51-0009632       | 25-06-1985           | Upload image |
| Fuente Sabuco I                                        | Di tích | Moratalla        |        | RI-51-0009632-00001 | 11-02-1997           | Upload image |
| Fuente Sabuco II                                       | Di tích | Moratalla        |        | RI-51-0009632-00002 | 11-02-1997           | Upload image |
| Fuente Serrano I và II                                 | Di tích | Moratalla        |        | RI-51-0009633       | 25-06-1985           | Upload image |
| Fuente Serrano I                                       | Di tích | Moratalla        |        | RI-51-0009633-00001 | 11-02-1997           | Upload image |
| Fuente Serrano II                                      | Di tích | Moratalla        |        | RI-51-0009633-00002 | 11-02-1997           | Upload image |
| Hondares                                               | Di tích | Moratalla        |        | RI-51-0009634       | 11-02-1997           | Upload image |
| Risca I, II và III                                     | Di tích | Moratalla        |        | RI-51-0009635       | 11-02-1997           | Upload image |
| Risca I                                                | Di tích | Moratalla        |        | RI-51-0009635-00001 | 11-02-1997           | Upload image |
| Risca II                                               | Di tích | Moratalla        |        | RI-51-0009635-00002 | 11-02-1997           | Upload image |
| Risca III                                              | Di tích | Moratalla        |        | RI-51-0009635-00003 | 11-02-1997           | Upload image |
| Las Cazuelas                                           | Di tích | Moratalla        |        | RI-51-0009636       | 11-02-1997           | Upload image |
| Molino Capel I và II                                   | Di tích | Moratalla        |        | RI-51-0009637       | 25-06-1985           | Upload image |
| Molino Capel I                                         | Di tích | Moratalla        |        | RI-51-0009637-00001 | 11-02-1997           | Upload image |
| Molino Capel II                                        | Di tích | Moratalla        |        | RI-51-0009637-00002 | 11-02-1997           | Upload image |
| Nhà hoang Santuario Nuestra Señora Rogativa            | Di tích | Moratalla        |        | RI-51-0004646       | 18-05-1982           | Upload image |
| Nhà thờ Nuestra Señora Asunción (Moratalla)            | Di tích | Moratalla        |        | RI-51-0004529       | 30-10-1981           | Upload image |

#### Mula (Murcia)
| Tên                                                   | Dạng                                             | Địa điểm           | Tọa độ                                        | Số hồ sơ tham khảo?                | Ngày nhận danh hiệu? | Hình ảnh                              |
| ----------------------------------------------------- | ------------------------------------------------ | ------------------ | --------------------------------------------- | ---------------------------------- | -------------------- | ------------------------------------- |
| Lâu đài Puebla (Lâu đài Alcalá)                       | Di tích Kiến trúc phòng thủ Thời gian: Thế kỷ 8  | Mula La Puebla     | 38°02′01″B 1°26′19″T / 38,033583°B 1,438659°T | RI-51-0010053                      | 07-08-1997           | Castillo de la Puebla · Upload image  |
| Lâu đài Vélez (Lâu đài Fajardo)                       | Di tích Kiến trúc phòng thủ Thời gian: Thế kỷ 12 | Mula               | 38°02′39″B 1°29′30″T / 38,044057°B 1,491678°T | RI-51-0010054                      | 07-08-1997           | Castillo de los Vélez · Upload image  |
| Mula (Murcia)                                         | Lịch sử và nghệ thuật                            | Mula               | 38°02′32″B 1°29′26″T / 38,042166°B 1,49051°T  | RI-53-0000251                      | 27-11-1981           | Mula · Upload image                   |
| Zona Arqueológica Đồi Almagra                         | Khu khảo cổ                                      | Mula Baños de Mula |                                               | RI-55-0000344                      | 26-02-1998           | Upload image                          |
| Tháp Reloj (Mula)                                     | Di tích                                          | Mula               |                                               | RI-51-0011613                      | 29-02-2008           | Torre del Reloj (Mula) · Upload image |
| Nhà trú tạm Charcón                                   | Di tích                                          | Mula               |                                               | RI-51-0012318                      | 25-06-1985           | Upload image                          |
| Nhà trú tạm Milano II                                 | Di tích                                          | Mula               |                                               | RI-51-0012319                      | 25-06-1985           | Upload image                          |
| Hang Mercedes                                         | Di tích                                          | Mula               |                                               | RI-51-0012320                      | 25-06-1985           | Upload image                          |
| Lomo Herrero I                                        | Di tích                                          | Mula               |                                               | RI-51-0012321                      | 25-06-1985           | Upload image                          |
| Tháp Islámica Puebla                                  | Di tích                                          | Mula La Puebla     |                                               | RI-51-0010052                      | 07-08-1997           | Upload image                          |
| Nhà trú tạm Milano                                    | Di tích                                          | Mula               |                                               | RI-51-0009638                      | 11-02-1997           | Upload image                          |
| Cejo Cortado I và II                                  | Di tích                                          | Mula               |                                               | RI-51-0009639 Partes 00001 y 00002 | 25-06-1985           | Upload image                          |
| Nhà thờ Nuestra Señora Carmen (Mula)                  | Di tích                                          | Mula               |                                               | RI-51-0004895                      | 01-06-1983           | Upload image                          |
| Monasterio. Real Tu viện Encarnacioón Monjas Clarisas | Di tích                                          | Mula               |                                               | RI-51-0004491                      | 24-04-1981           | Upload image                          |

#### Murcia
| Tên                                                        | Dạng                                                                                      | Địa điểm                             | Tọa độ                                        | Số hồ sơ tham khảo? | Ngày nhận danh hiệu? | Hình ảnh                                                                                    |
| ---------------------------------------------------------- | ----------------------------------------------------------------------------------------- | ------------------------------------ | --------------------------------------------- | ------------------- | -------------------- | ------------------------------------------------------------------------------------------- |
| Lâu đài Monteagudo                                         | Di tích Kiến trúc quân sự Lâu đài                                                         | Murcia Monteagudo (Murcia)           | 38°01′12″B 1°05′51″T / 38,020048°B 1,097399°T | RI-51-0000747       | 03-06-1931           | Castillo de Monteagudo · Upload image                                                       |
| Tòa nhà denominado " Contraste"                            | Di tích Phá bỏ năm 1930                                                                   | Murcia Plaza de Santa Catalina       | 37°59′06″B 1°07′58″T / 37,985008°B 1,132805°T | RI-51-0000236       | 21-11-1922           | Upload image                                                                                |
| Nhà thờ Jesús                                              | Di tích                                                                                   | Murcia                               | 37°59′01″B 1°07′47″T / 37,983711°B 1,129769°T | RI-51-0001088       | 06-06-1935           | Ermita de Jesús y sus dependencias · Upload image                                           |
| Palacio Episcopal Murcia                                   | Di tích Kiến trúc dân sự Kiến trúc: Baroque và Rococo                                     | Murcia Plaza del Cardenal Belluga, 1 | 37°59′01″B 1°07′46″T / 37,98368°B 1,129571°T  | RI-51-0007262       | 12-03-1992           | Palacio del Obispo · Upload image                                                           |
| Lưu trữ lịch sử Provincial (Murcia)                        | Archivo histórico                                                                         | Murcia                               |                                               | RI-AR-0000039       | 10-11-1997           | Upload image                                                                                |
| Thư viện Pública Estado (Murcia)                           | Biblioteca                                                                                | Murcia                               |                                               | RI-BI-0000022       | 25-06-1985           | Upload image                                                                                |
| Consejo Hombres Buenos                                     | Địa điểm lịch sử                                                                          | Murcia                               |                                               | RI-54-0000252       | 18-07-2008           | Upload image                                                                                |
| Monteagudo-Cabezo Torres                                   | Địa điểm lịch sử                                                                          | Murcia Monteagudo                    |                                               | RI-54-0000088       | 16-04-2004           | Upload image                                                                                |
| Tháp Bojal                                                 | Di tích                                                                                   | Murcia                               |                                               | RI-51-0012260       | 25-06-1985           | Upload image                                                                                |
| Quần thể Histórico Artístico varios sectores Ciudad Murcia | Khu phức hợp lịch sử                                                                      | Murcia                               |                                               | RI-53-0000200       | 06-02-1976           | Conjunto Histórico Artístico varios sectores de la Ciudad de Murcia · Upload image          |
| Merino, Tháp Arráez                                        | Di tích                                                                                   | Murcia                               |                                               | RI-51-0012261       | 25-06-1985           | Upload image                                                                                |
| Lâu đài Portazgo (Recinto Inferior)                        | Di tích                                                                                   | Murcia                               |                                               | RI-51-0010055       | 07-08-1997           | Upload image                                                                                |
| Lâu đài Portazgo (Recinto superior)                        | Di tích                                                                                   | Murcia                               |                                               | RI-51-0010056       | 07-08-1997           | Upload image                                                                                |
| Lâu đài Puerto Cadena, Asomada hay Morrón                  | Di tích                                                                                   | Murcia                               | 37°54′05″B 1°09′04″T / 37,901318°B 1,151082°T | RI-51-0010057       | 07-08-1997           | Upload image                                                                                |
| Lâu đài Santa Catalina Monte hay Luz                       | Di tích                                                                                   | Murcia La Alberca                    | 37°55′59″B 1°07′28″T / 37,93308°B 1,12438°T   | RI-51-0010058       | 07-08-1997           | Castillo de Santa Catalina del Monte o de la Luz · Upload image                             |
| Lâu đài Alquerías, Tabala hay Castelar                     | Di tích                                                                                   | Murcia                               | 37°59′52″B 1°01′04″T / 37,99767°B 1,01772°T   | RI-51-0010060       | 07-08-1997           | Upload image                                                                                |
| Lâu đài Cabezo Moro                                        | Di tích                                                                                   | Murcia                               |                                               | RI-51-0010061       | 07-08-1997           | Upload image                                                                                |
| Lâu đài Larache                                            | Di tích                                                                                   | Murcia Cabezo de Torres              | 38°01′38″B 1°06′34″T / 38,027159°B 1,109422°T | RI-51-0010062       | 07-08-1997           | Upload image                                                                                |
| Capilla Velez hay San Lucas Catedral                       | Di tích                                                                                   | Murcia                               | 37°59′03″B 1°07′41″T / 37,984031°B 1,128192°T | RI-51-0000328       | 28-03-1928           | Capilla de los Velez o de San Lucas de la Catedral · Upload image                           |
| Nhà thờ chính tòa Murcia                                   | Di tích                                                                                   | Murcia                               | 37°59′02″B 1°07′45″T / 37,983975°B 1,129065°T | RI-51-0000743       | 03-06-1931           | Iglesia Catedral de Santa María (Murcia) · Upload image                                     |
| Baño Árabe ở Calle Madre Dios, 15                          | Di tích Demolido hacia 1953                                                               | Murcia                               |                                               | RI-51-0000744       | 03-06-1931           | Upload image                                                                                |
| Castillejo Monteagudo (Lâu đài Lareche)                    | Di tích                                                                                   | Murcia Monteagudo (Murcia)           |                                               | RI-51-0000748       | 03-06-1931           | Upload image                                                                                |
| Cung điện San Esteban (Murcia)                             | Di tích                                                                                   | Murcia                               | 37°59′16″B 1°08′01″T / 37,987821°B 1,133523°T | RI-51-0000745       | 03-06-1931           | Iglesia de San Esteban, llamada de la Compañía · Upload image                               |
| Ruinas romanas Alberca ("Martyrium")                       | Di tích                                                                                   | Murcia La Alberca                    | 37°56′16″B 1°08′29″T / 37,937756°B 1,141388°T | RI-51-0000754       | 03-06-1931           | Upload image                                                                                |
| Bảo tàng Arqueología Murcia                                | Di tích                                                                                   | Murcia                               | 37°59′23″B 1°07′50″T / 37,989707°B 1,130534°T | RI-51-0001387       | 01-03-1962           | Museo Arqueológico Provincial (Murcia) · Upload image                                       |
| Bảo tàng Bellas Artes Murcia                               | Di tích                                                                                   | Murcia                               | 37°59′13″B 1°07′26″T / 37,986846°B 1,123975°T | RI-51-0001388       | 01-03-1962           | Museo Provincial de Bellas Artes (Murcia) · Upload image                                    |
| Bảo tàng Salzillo                                          | Di tích                                                                                   | Murcia                               | 37°59′11″B 1°08′17″T / 37,986443°B 1,138185°T | RI-51-0001389       | 01-03-1962           | Museo Salzillo · Upload image                                                               |
| Nhà thờ San Nicolás Bari (Murcia)                          | Di tích                                                                                   | Murcia                               | 37°59′09″B 1°08′06″T / 37,985879°B 1,134875°T | RI-51-0003877       | 16-03-1972           | Iglesia de San Nicolás de Bari (Murcia) · Upload image                                      |
| Nhà Díaz-Cassou                                            | Di tích                                                                                   | Murcia                               | 37°59′13″B 1°08′07″T / 37,986938°B 1,135178°T | RI-51-0005433       | 08-06-1990           | Casa Díaz Cassou · Upload image                                                             |
| Fábrica Harinas "Constancia"                               | Di tích                                                                                   | Murcia                               | 37°58′54″B 1°07′48″T / 37,981736°B 1,129896°T | RI-51-0007022       | 21-05-1992           | Fábrica de Harinas "La Constancia" · Upload image                                           |
| Nhà thờ Santa Catalina (Murcia)                            | Di tích                                                                                   | Murcia                               |                                               | RI-51-0007377       | 15-12-2006           | Upload image                                                                                |
| Palacio Vinader                                            | Di tích                                                                                   | Murcia                               |                                               | RI-51-0006940       | 23-03-1990           | Upload image                                                                                |
| Teatro Romea (Murcia)                                      | Di tích                                                                                   | Murcia                               | 37°59′14″B 1°07′50″T / 37,987124°B 1,130638°T | RI-51-0006974       | 31-08-1990           | Teatro Romea · Upload image                                                                 |
| Nhà hoang Santiago (Nhà thờ Santiago)                      | Di tích con Artesonado Mudéjar                                                            | Murcia Calle Pasos de Santiago       | 37°59′21″B 1°08′08″T / 37,989038°B 1,135527°T | RI-51-0001171       | 05-07-1945           | Ermita de Santiago · Upload image                                                           |
| Basilica Paleocristiana                                    | Di tích                                                                                   | Murcia Algezares                     | 37°56′48″B 1°06′19″T / 37,946541°B 1,105285°T | RI-51-0004347       | 16-03-1979           | Upload image                                                                                |
| Rueda Huerta ở Ñora                                        | Di tích                                                                                   | Murcia La Ñora                       | 37°59′10″B 1°11′38″T / 37,986043°B 1,193861°T | RI-51-0004747       | 12-11-1982           | La Rueda de la Huerta en la Ñora · Upload image                                             |
| Mộ Nuestra Señora Fuensanta (Murcia)                       | Di tích                                                                                   | Murcia Algezares                     | 37°56′15″B 1°07′06″T / 37,937507°B 1,118323°T | RI-51-0004903       | 22-06-1983           | Santuario de la Fuensanta · Upload image                                                    |
| Nhà thờ San Juan Bautista (Murcia)                         | Di tích                                                                                   | Murcia                               | 37°58′59″B 1°07′33″T / 37,983112°B 1,125857°T | RI-51-0004820       | 02-03-1983           | Iglesia Parroquial de San Juan Bautista (Murcia) · Upload image                             |
| Hospicio - Inclusa Santa Florentina                        | Di tích                                                                                   | Murcia                               | 37°59′12″B 1°08′08″T / 37,986773°B 1,135689°T | RI-51-0004319       | 15-12-1978           | Hospicio - Inclusa de Santa Florentina · Upload image                                       |
| Contraparada                                               | Di tích                                                                                   | Murcia                               | 37°59′43″B 1°13′05″T / 37,9953°B 1,218008°T   | RI-51-0004697       | 10-09-1982           | Presa del Río Segura denominada Azud de la Contraparada · Upload image                      |
| Tu viện Santo Domingo và Capilla Rosario                   | Di tích                                                                                   | Murcia                               | 37°59′14″B 1°07′47″T / 37,987314°B 1,129779°T | RI-51-0004598       | 26-02-1982           | Iglesia de Santo Domingo, Capilla del Rosario y Arco de Santo Domingo · Upload image        |
| Bảo tàng Nhà thờ San Juan Dios                             | Di tích                                                                                   | Murcia                               | 37°59′00″B 1°07′41″T / 37,983231°B 1,128116°T | RI-51-0004429       | 26-09-1980           | Iglesia de San Juan de Dios · Upload image                                                  |
| Nhà thờ Parroquial Nuestra Señora Loreto                   | Di tích Kiến trúc tôn giáo Kiến trúc: Kiến trúc Phục Hưng và Baroque Thời gian: Thế kỷ 16 | Murcia Algezares                     | 37°56′41″B 1°06′38″T / 37,944665°B 1,110687°T | RI-51-0009086       | 28-04-1995           | Iglesia Parroquial de Nuestra Señora de Loreto · Upload image                               |
| Tu viện Agustinas Corpus Christi                           | Di tích                                                                                   | Murcia                               | 37°59′17″B 1°08′17″T / 37,987993°B 1,138072°T | RI-51-0004490       | 10-04-1981           | Convento Iglesia y Huerto Monacal de las Monjas Agustinas del Corpus Christi · Upload image |
| Casino Murcia                                              | Di tích                                                                                   | Murcia                               | 37°59′08″B 1°07′45″T / 37,985423°B 1,129032°T | RI-51-0004787       | 19-01-1983           | Edificio del Casino · Upload image                                                          |
| Tu viện Jerónimos San Pedro Ñora                           | Di tích                                                                                   | Murcia La Ñora                       |                                               | RI-51-0004462       | 23-01-1981           | Upload image                                                                                |
| Tu viện Santa Clara Real (Murcia)                          | Di tích                                                                                   | Murcia                               | 37°59′17″B 1°07′49″T / 37,987924°B 1,130242°T | RI-51-0004527       | 30-10-1981           | Monasterio. Real Monasterio de Santa Clara · Upload image                                   |
| Nhà thờ conventual Merced (Murcia)                         | Di tích                                                                                   | Murcia                               | 37°59′15″B 1°07′37″T / 37,987446°B 1,126921°T | RI-51-0004475       | 06-03-1981           | Iglesia de la Merced y Convento de los Padres Franciscanos · Upload image                   |
| Nhà thờ San Bartolomé (Murcia)                             | Di tích                                                                                   | Murcia                               | 37°59′07″B 1°07′51″T / 37,985361°B 1,130809°T | RI-51-0004851       | 13-04-1983           | Iglesia de San Bartolomé - Santa María · Upload image                                       |
| Nhà thờ San Lorenzo (Murcia)                               | Di tích                                                                                   | Murcia                               | 37°59′11″B 1°07′39″T / 37,986336°B 1,127559°T | RI-51-0004444       | 04-12-1980           | Iglesia de San Lorenzo (Murcia) · Upload image                                              |
| Nhà thờ Santa Eulalia (Murcia)                             | Di tích                                                                                   | Murcia                               | 37°59′06″B 1°07′29″T / 37,985095°B 1,124802°T | RI-51-0004569       | 15-01-1982           | Iglesia Parroquial de Santa Eulalia y Capilla de San José · Upload image                    |
| Paseo Malecón                                              | Di tích                                                                                   | Murcia                               | 37°58′58″B 1°08′04″T / 37,982655°B 1,134489°T | RI-51-0004637       | 30-04-1982           | Paseo del Malecón · Upload image                                                            |
| Khu vực Khảo cổ Cobatillas Vieja                           | Khu khảo cổ                                                                               | Murcia Cobatillas                    |                                               | RI-55-0000174       | 09-03-2000           | Upload image                                                                                |
|                                                            | Di tích                                                                                   | Murcia Zarandona                     |                                               | RI-51-0010540       | 21-06-2000           | Upload image                                                                                |

### O

#### Ojós
| Tên                     | Dạng                        | Địa điểm | Tọa độ                                        | Số hồ sơ tham khảo? | Ngày nhận danh hiệu? | Hình ảnh                                         |
| ----------------------- | --------------------------- | -------- | --------------------------------------------- | ------------------- | -------------------- | ------------------------------------------------ |
| Lâu đài Pila Reina Mora | Di tích Kiến trúc phòng thủ | Ojós     |                                               | RI-51-0010063       | 07-08-1997           | Castillo de Pila de la Reina Mora · Upload image |
| Nhà thờ San Agustín     | Di tích Kiến trúc tôn giáo  | Ojós     | 38°08′52″B 1°20′33″T / 38,147767°B 1,342445°T | RI-51-0011611       | 30-05-2008           | Iglesia de San Agustín · Upload image            |

### P

#### Pliego
| Tên                                          | Dạng                                             | Địa điểm | Tọa độ                                       | Số hồ sơ tham khảo? | Ngày nhận danh hiệu? | Hình ảnh                          |
| -------------------------------------------- | ------------------------------------------------ | -------- | -------------------------------------------- | ------------------- | -------------------- | --------------------------------- |
| Lâu đài Paleras, Mota hay Barracas           | Di tích                                          | Pliego   |                                              | RI-51-0010064       | 07-08-1997           | Upload image                      |
| Lâu đài Pliego                               | Di tích Kiến trúc phòng thủ Thời gian: Thế kỷ 12 | Pliego   | 37°59′27″B 1°29′52″T / 37,99083°B 1,497871°T | RI-51-0010065       | 07-08-1997           | Castillo de Pliego · Upload image |
| Nhà thờ Parroquial Santiago Apóstol (Pliego) | Di tích                                          | Pliego   |                                              | RI-51-0004892       | 01-06-1983           | Upload image                      |

#### Puerto Lumbreras
| Tên                                                    | Dạng    | Địa điểm         | Tọa độ                                          | Số hồ sơ tham khảo? | Ngày nhận danh hiệu? | Hình ảnh                                                                  |
| ------------------------------------------------------ | ------- | ---------------- | ----------------------------------------------- | ------------------- | -------------------- | ------------------------------------------------------------------------- |
| Quần thể patrimonial Medina Nogalte (Puerto Lumbreras) | Di tích | Puerto Lumbreras | 37°33′52″B 1°49′05″T / 37,5645445°B 1,8179207°T | RI-51-0010066-00001 | 14-01-2005           | Delimitación entorno de protección del Castillo de Nogalte · Upload image |
| Tháp Obispo (Puerto Lumbreras)                         | Di tích | Puerto Lumbreras |                                                 | RI-51-0012263       | 25-06-1985           | Torre del Obispo (Puerto Lumbreras) · Upload image                        |
| Tháp Almendros                                         | Di tích | Puerto Lumbreras |                                                 | RI-51-0012262       | 25-06-1985           | Upload image                                                              |
| Lâu đài Nogalte                                        | Di tích | Puerto Lumbreras | 37°33′52″B 1°49′05″T / 37,5645445°B 1,8179207°T | RI-51-0010066       | 07-08-1997           | Castillo de Nogalte · Upload image                                        |

### R

#### Ricote
| Tên                                       | Dạng    | Địa điểm | Tọa độ | Số hồ sơ tham khảo? | Ngày nhận danh hiệu? | Hình ảnh     |
| ----------------------------------------- | ------- | -------- | ------ | ------------------- | -------------------- | ------------ |
| Lâu đài Peñascales                        | Di tích | Ricote   |        | RI-51-0010067       | 07-08-1997           | Upload image |
| Cung điện Alvarez Castellanos             | Di tích | Ricote   |        | RI-51-0004644       | 14-05-1982           | Upload image |
| Nhà thờ Parroquial San Sebastián (Ricote) | Di tích | Ricote   |        | RI-51-0012338       | 14-11-2008           | Upload image |

### S

#### San Javier
| Tên                      | Dạng    | Địa điểm                         | Tọa độ                                        | Số hồ sơ tham khảo? | Ngày nhận danh hiệu? | Hình ảnh                       |
| ------------------------ | ------- | -------------------------------- | --------------------------------------------- | ------------------- | -------------------- | ------------------------------ |
| Ruínas Romanas Alcázares | Di tích | San Javier Los Alcázares         |                                               | RI-51-0000746       | 03-06-1931           | Upload image                   |
| Chalet Barnuevo          | Di tích | San Javier Santiago de la Ribera | 37°47′49″B 0°48′16″T / 37,797037°B 0,804482°T | RI-51-0006987       | 21-05-1992           | Chalet Barnuevo · Upload image |

#### San Pedro de Pinatar
| Tên | Dạng    | Địa điểm             | Tọa độ | Số hồ sơ tham khảo? | Ngày nhận danh hiệu? | Hình ảnh     |
| --- | ------- | -------------------- | ------ | ------------------- | -------------------- | ------------ |
|     | Di tích | San Pedro de Pinatar |        | RI-51-0006839       | 26-03-1995           | Upload image |

### T

#### Totana
| Tên                          | Dạng                  | Địa điểm | Tọa độ                                        | Số hồ sơ tham khảo? | Ngày nhận danh hiệu? | Hình ảnh                                          |
| ---------------------------- | --------------------- | -------- | --------------------------------------------- | ------------------- | -------------------- | ------------------------------------------------- |
| Nhà thờ Santa Eulalia Mérida | Di tích               | Totana   | 37°48′03″B 1°33′26″T / 37,800832°B 1,557237°T | RI-51-0010821       | 07-06-2002           | Iglesia de Santa Eulalia de Mérida · Upload image |
| Lomo Herrero II              | Di tích               | Totana   |                                               | RI-51-0012322       | 25-06-1985           | Upload image                                      |
| Hang Carboneros (Totana)     | Di tích               | Totana   |                                               | RI-51-0012323       | 25-06-1985           | Upload image                                      |
| Hang Plata                   | Di tích               | Totana   |                                               | RI-51-0009003       | 25-06-1985           | Upload image                                      |
| Totana                       | Lịch sử và nghệ thuật | Totana   | 37°46′12″B 1°30′01″T / 37,769908°B 1,500177°T | ARI-53-0000319      | Incoado              | Totana · Upload image                             |

### U

#### Ulea
| Tên                          | Dạng    | Địa điểm | Tọa độ | Số hồ sơ tham khảo? | Ngày nhận danh hiệu? | Hình ảnh     |
| ---------------------------- | ------- | -------- | ------ | ------------------- | -------------------- | ------------ |
| Lâu đài (Ulea)               | Di tích | Ulea     |        | RI-51-0010068       | 07-08-1997           | Upload image |
| Tháp Puerto Losilla          | Di tích | Ulea     |        | RI-51-0010069       | 07-08-1997           | Upload image |
| Nhà thờ San Bartolomé (Ulea) | Di tích | Ulea     |        | RI-51-0004642       | 13-05-1982           | Upload image |

### V

#### Villanueva del Río Segura
| Tên                                                     | Dạng                                                     | Địa điểm                  | Tọa độ                                        | Số hồ sơ tham khảo? | Ngày nhận danh hiệu? | Hình ảnh                                     |
| ------------------------------------------------------- | -------------------------------------------------------- | ------------------------- | --------------------------------------------- | ------------------- | -------------------- | -------------------------------------------- |
| Nhà thờ Nuestra Señora Asunción (Villanueva Río Segura) | Di tích Kiểu: Kiến trúc Tân cổ điển Thời gian: Thế kỷ 19 | Villanueva del Río Segura | 38°08′14″B 1°19′27″T / 38,137356°B 1,324213°T | RI-51-0011325       |                      | Nuestra Señora de la Asunción · Upload image |

### Y

#### Yecla
| Tên                                                    | Dạng                                                          | Địa điểm | Tọa độ                                          | Số hồ sơ tham khảo? | Ngày nhận danh hiệu? | Hình ảnh                                                   |
| ------------------------------------------------------ | ------------------------------------------------------------- | -------- | ----------------------------------------------- | ------------------- | -------------------- | ---------------------------------------------------------- |
| Cantos Visera III                                      | Di tích                                                       | Yecla    |                                                 | RI-51-0012324       | 25-06-1985           | Upload image                                               |
| Lâu đài (Yecla)                                        | Di tích                                                       | Yecla    |                                                 | RI-51-0010072       | 07-08-1997           | Castillo (Yecla) · Upload image                            |
| Cantos Visera I                                        | Di tích                                                       | Yecla    |                                                 | RI-51-0000286-00001 | 26-11-1996           | Upload image                                               |
| Cantos Visera II                                       | Di tích                                                       | Yecla    |                                                 | RI-51-0000286-00002 | 26-11-1996           | Upload image                                               |
| Entorno Protección Abrigos Mediodía I và II            | Di tích                                                       | Yecla    |                                                 | RI-51-0009564       | 25-06-1985           | Upload image                                               |
| Abrigos Mediodía I                                     | Di tích                                                       | Yecla    |                                                 | RI-51-0009564-00001 | 26-11-1996           | Upload image                                               |
| Abrigos Mediodía II                                    | Di tích                                                       | Yecla    |                                                 | RI-51-0009564-00002 | 26-11-1996           | Upload image                                               |
| Entorno Protección Petroglifos                         | Di tích                                                       | Yecla    |                                                 | RI-51-0009565       | 26-11-1996           | Upload image                                               |
| Nhà thờ San Francisco (Yecla)                          | Di tích                                                       | Yecla    |                                                 | RI-51-0004690       | 27-08-1982           | Upload image                                               |
| Antiguo Bệnh viện và Nhà thờ aneja                     | Di tích                                                       | Yecla    |                                                 | RI-51-0004754       | 15-12-1982           | Upload image                                               |
| Nhà thờ Vieja                                          | Di tích                                                       | Yecla    | 38°36′40″B 1°07′04″T / 38,6111945°B 1,1177075°T | RI-51-0004683       | 30-07-1982           | Iglesia Vieja de la Asunción o del Salvador · Upload image |
| Nhà hoang San Roque Nhà thờ San Roque và San Sebastián | Di tích Kiến trúc tôn giáo Kiểu: Mudéjar Thời gian: Thế kỷ 16 | Yecla    |                                                 | RI-51-0004552       | 23-12-1981           | Upload image                                               |
| Entorno Protección Cantos Visera I và II               | Di tích                                                       | Yecla    |                                                 | RI-51-0000286       | 25-04-1924           | Upload image                                               |